# Cabos de Marín

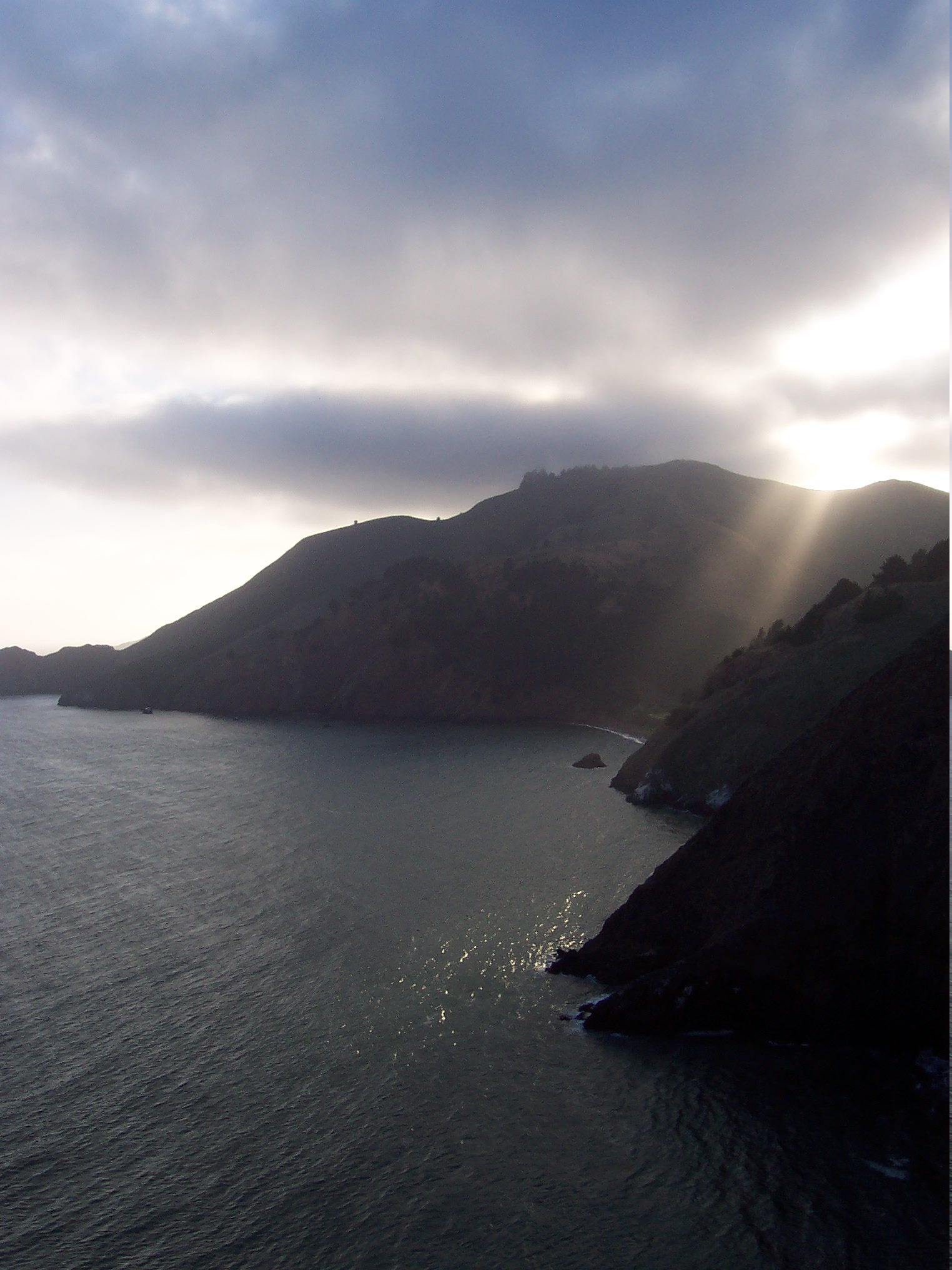
The Marin Headlands, as seen from the Golden Gate Bridge.

Los Cabos de Marin son una zona montañosa en el extremo sur del Condado de Marin, California, al norte de la Golden Gate Bridge.
Los Cabos se encuentran justo al norte de San Francisco, inmediatamente a través del Puente Golden Gate. Toda el área es parte de la Golden Gate National Recreation Area. Los Cabos son famoso por sus espectaculares vistas del Área de la Bahía, especialmente el Puente Golden Gate.

## Desarrollo
En la década de 1960, el gobierno vendió más de 2000 acres de tierra en la Península de Marin a un promotor privado que planeaba construir una ciudad llamada Marincello. El desarrollo albergaría a 30.000 personas entre 50 torres de departamentos, grandes extensiones de viviendas unifamiliares, y un hotel a lo largo del litoral prístino. En 1970, el desarrollador perdió una demanda reclamando que la tierra fue dividida en zonas ilegalmente. Las miles de hectáreas que se habían desarrollado se vendieron a la Golden Gate National Recreation Area que dejó el espacio abierto para quedarse intacto como un parque. 

## Recreo

### Vistas
Los Cabos ofrecen unas vistas espectaculares de San Francisco y, como tal, es una atracción turística muy popular. Una de las fotografías más común de San Francisco es de la ciudad de los Cabos con las torres del Puente Golden Gate. En los días claros, el sitio ofrece una vista panorámica de toda esta región de la bahía incluyendo las Islas Farallón, isla Ángel, Alcatraz, el puente de Francisco-San Oakland Bay, el Puente Golden Gate y el Este de la Bahía.

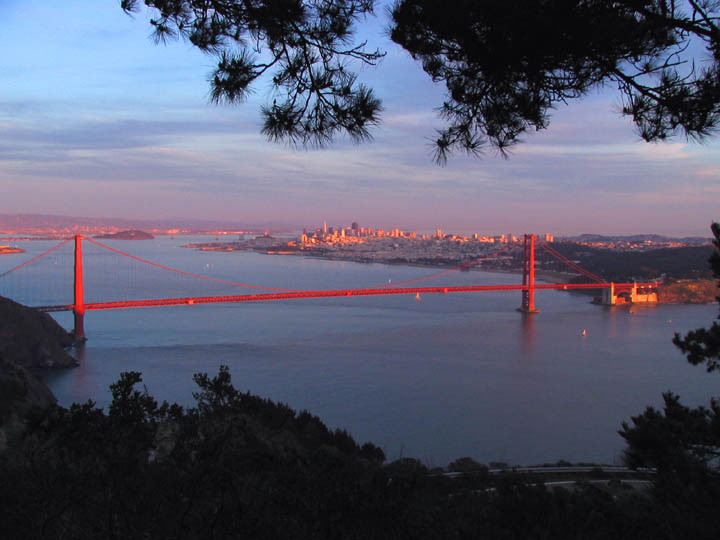
Vista del Golden Gate y San Francisco desde la colina Hawk.

### Playas
Los Cabos ofrece un número de playas, incluyendo Rodeo Beach Kirby Cove, La Cala de Piratas, Playa Tennessee, Muir Beach, y la playa de Muir Overlook. Más al norte, a las afueras de Marín Cabos, está Stinson Beach.

### Paseos / Ciclismo
Hay muchos kilómetros de excelentes excursiones de senderismo y ciclismo en los Cabos, que comprende el paso por maleza de salvia costera, el chaparral, y las áreas ribereñas.

### Observación de aves
La migración de rapaces atrae a muchos observadores de aves a la colina Hawk (colina del Halcón), y a menudo se pueden ver aves acuáticas y aves marinas en la Laguna Rodeo.

## Instalaciones y lugares notables
El Servicio de Parques Nacionales mantiene un Centro de Visitantes, cerca de la intersección de Camp Road y Bunker a una milla de Rodeo Beach.
El Centro de Visitantes está abierto todos los días, de 9:30 AM a 4:30 PM. 
Las instalaciones incluyen la Estación de Bomberos Nº 2, situada en el edificio 1045 de Fort Cronkhite. Este parque de bomberos es operado por el Servicio del Parque Nacional. Los servicios de emergencia están disponibles las 24 horas del día.
Los baños públicos están disponibles en las parcelas situadas en el estacionamiento del Centro de Visitantes.
Las instalaciones de centro de conferencias están ubicadas en antiguos edificios militares gestionada por la YMCA de Punta Bonita, el Instituto Cabos, y el Centro de las Artes Cabos. Cavallo Point es un centro de conferencias en el Este Fort Baker, en el lado oriental de la península.
Otras áreas notables dentro de Marin Headlands incluyen Kirby Cove, Rodeo Laguna, y el valle de Tenesí, en el condado Marin, California.
Varias organizaciones sin fines de lucro cuentan con instalaciones en Cabos de Marín. Estos incluyen el Centro de Mamíferos Marinos, el Foundation for Deep Ecology y el Instituto Cabos, todo en Cronkhite Fort, y el albergue Cabos de Marín en el Fuerte Barry.